# خافيير مورو (لاعب كرة قدم)
خافيير مورو (بالفرنسية: Javier Moro León)‏ (بالإسبانية: Xavi Moro)‏ هو لاعب كرة قدم فرنسي وإسباني في مركز الوسط، ولد في 22 مايو 1975 في باريس في فرنسا. شارك مع منتخب إسبانيا تحت 18 سنة لكرة القدم ومنتخب إسبانيا تحت 19 سنة لكرة القدم. أما مع النوادي، فقد لعب مع نادي إيركوليس ونادي برشلونة ب ونادي برشلونة ج ونادي بطليوس ونادي ساباديل ونادي سان أندرو ونادي قرطبة ونادي كاستييون.

## وصلات خارجية
- خافيير مورو على موقع قاعدة بيانات كرة القدم.إي يو (الإنجليزية)
- خافيير مورو على موقع Soccerway.com (الإنجليزية)